# シクロペンタノールデヒドロゲナーゼ
シクロペンタノールデヒドロゲナーゼ（cyclopentanol dehydrogenase）は、次の化学反応を触媒する酸化還元酵素である。
シクロペンタノール + NAD+ {\displaystyle \rightleftharpoons } シクロペンタノン + NADH + H+
反応式の通り、この酵素の基質はシクロペンタノールとNAD+、生成物はシクロペンタノンとNADHとH+である。
組織名はcyclopentanol:NAD+ oxidoreductaseである。